# Princess (Elton John)
Princess è un singolo musicale di Elton John, pubblicato nel 1982 dalla Rocket Records.

## Il singolo
Il singolo è stato estratto dall'album del 1982 Jump Up!, del quale Princess costituisce la settima traccia.
Princess è composta dallo stesso Elton John, mentre il testo è di Gary Osborne, ed è una canzone d'amore di chiaro stampo pop. La melodia è costituita da un'andatura lenta e tranquilla. La voce di Elton arriva a raggiungere delle note abbastanza elevate in determinati parti del brano. Il testo di Osborne (letteralmente Principessa) si riferisce a Lady Diana Spencer, e Gary lo scrisse supponendo che fosse il Principe Carlo del Galles a cantarlo alla Principessa; nel 1981, infatti, fu celebrato il matrimonio dell'erede al trono.
Il singolo è stato distribuito nel Regno Unito, ma non ha ottenuto il successo sperato, né ha raggiunto alcuna posizione in classifica.